# Suzukia
Suzukia  é um gênero botânico da família Lamiaceae.

## Espécies
- Suzukia luchuensis
- Suzukia shikikunensis

## Nome e referências
Suzukia Kudo